# Hugo Baruch
Hugo Baruch & Cie. war eines der größten europäischen Spezialisten für Bühnen- und Festausstattungen, mit Hauptsitz in Berlin und Filialen in London und New York, sowie Königlicher Hoflieferant.

## Unternehmensgeschichte

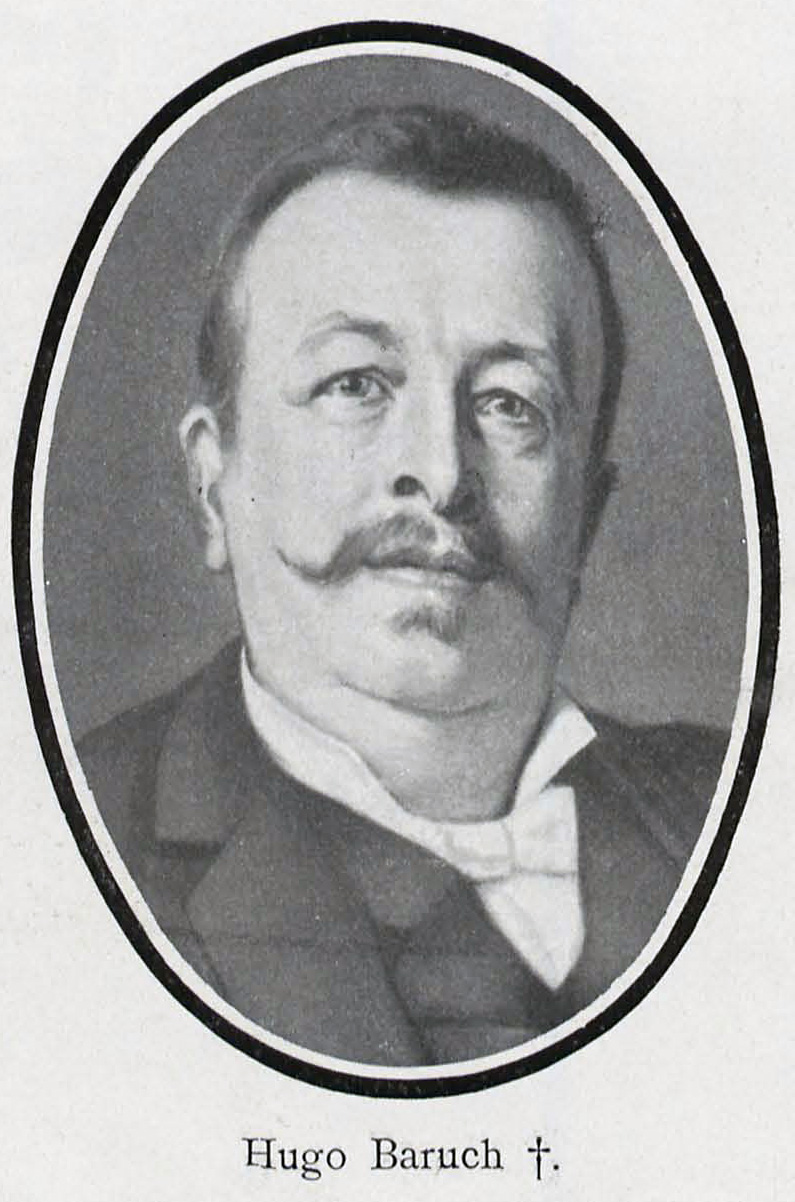
„Den Erfolg zahlreicher Ausstattungsstücke verdanken unsere Theaterdirektoren dem verstorbenen Hugo Baruch, der märchenprächtige Kostüme in seinem Atelier hervorzaubern verstand.“ Berliner Leben, Zeitschrift für Schönheit & Kunst, 1905

Hugo Baruch (1848–1905) hatte seine Karriere als Herrenschneider in Köln begonnen. Doch trat die Herstellung von Kleidung immer mehr zurück und so gründete er 1887 das Unternehmen „Hugo Baruch“, das auf die Ausstattung von Theaterkostümen und Requisiten spezialisiert war.
Anfang 1890 ging Hugo und seine Frau Rosa Baruch mit seinen drei Söhnen Bruno, Richard und Erwin und dem Unternehmen nach Berlin. Die Stadt bot mit ihren zahlreichen Theatergründungen ein geeignetes geschäftliches Umfeld. Die Firma „Hugo Baruch & Cie.“ Berlin war nun nicht nur Hersteller von Theaterkostümen und Requisiten, sondern auch von Dekorationen und Möbeln für Bühnen und Inszenierungen. Fast alle Berliner Theater gehörten zu den Kunden des Ateliers, darunter auch das Metropol-Theater, das hier die Ausstattung der Revuen bestellte.
1898 übernahm der bisherige Direktor des Central-Theaters Richard Schultz das Haus in der Behrenstraße und nannte es Metropol-Theater. 1897 gehörte Hugo Baruch zu 17 Personen, die sich an der Richard Schultz GmbH zur Übernahme und zum Betrieb des Metropol-Theaters beteiligt hatten. Von 400.000 Mark Stammkapital hatte Hugo Baruch 30.000 Mark eingebracht. Hugo Baruch hielt an vielen Berliner Theatern Anteile, darunter unter anderen das Theater des Westens, wobei er aber kaum je bares Geld sah, sondern feste Aufträge verlangte, auf die das in die Gesellschaft eingebrachte Geld angerechnet wurde. Im Fall des Metropole-Theaters schuldete Schultz dem Atelier Baruch 70.000 Mark, ohne dass er selbst Bargeld sah. Mit dieser Geschäftspraxis fuhr Hugo Baruch nicht schlecht; 1897 betrug der Umsatz der Firma zwei Millionen Mark.
Schon vor 1900 wurden „Hugo Baruch Filialen“ in London, Brüssel und New York eröffnet. Was immer Artisten und Unterhaltungsetablissements an Ausstattung benötigten, bei Baruch konnten sie es erwerben. Die reichhaltigen Kataloge, mit teilweise 2.000 Abbildungen, offerierten unter anderem Stoffe, Knöpfe, Besatzartikel, Federn, Schmuckstücke, Ornamente, Trikotagen, historische Theaterkostüme, Kopfbedeckungen (einige hundert), Kronen (mehr als 40) und anderer historischer Kopfschmuck, Gürtel- und Schnallen, Schuhe, Rüstungen, Waffen, Standesattribute, Helme, Pferdegeschirre und Schabracken, sonstige Requisiten, von der Antike bis zur Gegenwart. Sogar Musikinstrumente, Theatermöbel und komplette Dekorationen waren im Sortiment. Dies dokumentierte des zu dieser Zeit noch immer triumphierenden Historismus auf den Bühnen und bei Festveranstaltungen. Nicht umsonst war Baruch Hoflieferant des Kaisers. Vor Abschaffung der Monarchie 1918 wurde Baruch, dem Händler und Zulieferer der Hofstaat von Preußen, mit „Baruch & Cie.“, Commandit-Gesellschaft, Hoflieferanten Sr. Kgl. Hoheit des Großherzogs von Mecklenburg-Schwerin, Berlin-London, die Würde den Titel „Hoflieferant“ zuerkannt.
1911 hatte das Unternehmen in Berlin zwei Anschriften: Alte Jacobstrasse 133 und Lindenstrasse 18–19 in Berlin-Kreuzberg. Bis zum Jahr 1919 waren laut Kostümparagraphen alle Schauspieler verpflichtet, für ihre Kostüme selbst aufzukommen. Nur berühmte und gut verdienende Schauspieler konnten sich die Kleider von „Baruch & Cie.“ leisten. Seit Beginn der Weimarer Republik (1918 bis 1933) war der Kostümparagraph abgeschafft und jedes Theater musste die Garderobe für seine Darsteller übernehmen. Mit der Umwandlung der Hofbühnen und der kommunalen Pachttheater in staatliche und städtische Subventionstheater wurde nach dem Zusammenbruch des Kaiserreichs neben dem politischen Druck durch die Zensur auch der kommerzielle durch die Kasse weitgehend beseitigt. Es existierten in Berlin ungefähr 150 Bühnen, die von der öffentlichen Hand relativ großzügig unterstützt wurden. In den 1920er Jahren veränderte sich das Geschäft von „Hugo Baruch“ und spezialisierte sich mehr auf Inneneinrichtung und Bühnenbild. Die Umsätze stiegen, die Firma präsentierte sich auf großen Gewerbeausstellungen, stellte Warenkataloge her und erhielt Auszeichnungen. Innerhalb weniger Jahre war „Hugo Baruch & Cie.“ zu dem führenden internationalen Unternehmen der Branche angewachsen. Die Revue Von Mund zu Mund verdankte ihre Gesamtausstattung, Dekoration und Kostüme für die Spielzeit 1926/27 in Berlin „Hugo Baruch & Cie.“.
„Hugo Baruch & Cie“ verfügte über diverse Ausstellungsräume, Werkstätten und Lagerhallen. Es wurden selbst Bühnenbilder und die kompletten Garderoben in verschiedenen Ateliers der Firma produziert. Die Anfertigung sämtlicher Zirkus- und Varieté-Theater-Kostüme beruhte auf eigenen Entwürfen sowie Vorlagen erster Kostümmaler. Die Entwürfe wurden in streng gehütet Räumen in Skizzenschränken aufbewahrt. Daneben befanden sich die Räume für die Anprobe.
Nach dem Tod des jüdischen Firmenchefs 1905 sollten die Kinder Richard, Bruno und Erwin Baruch die Firma gemeinsam weiterleiten.
Richard Baruch starb 1927. Zur selben Zeit kam der gigantische Betrieb „Hugo Baruch & Cie.“ in ernste wirtschaftliche Schwierigkeiten. Von der Wirtschaftskrise ebenso betroffen wie seine Kundschaft musste das unternehmen 1927 Konkurs anmelden.
Der jüngste Sohn Erwin führte, nach dem Tod seines Vaters, sowie nach dem Tod des Bruders Richard, das Unternehmen weiter. Alle Geschäftsoperationen wurden ab 1931 immer weniger. Die letzten Eintragungen im Berliner Handelsregistern waren 1927 und 1931. Die Verzeichnisse registrierten „Hugo Baruch & Cie.“ in der Kategorie Inneneinrichtung. Aufgrund der Nürnberger Gesetze und infolge antisemitischer Repressalien, nach der Machtergreifung der Nationalsozialisten am 30. Januar 1933, wurden Juden zunehmend aus der deutschen Gesellschaft verdrängt. 1937 wurde das Geschäft von den Nazis liquidiert. Der Verbleib von Erwin Baruch ist unbekannt.
Der älteste Sohn von Hugo Baruch, Bruno Baruch, hatte 1919 das Unternehmen verlassen. Er war finanziell an Theatern und Banken beteiligt und besaß Spielklubs, welche er selber gerne besuchte. Auf Wunsch seiner Eltern hatte er die zur britischen Geldaristokratie gehörende Daisy Marguerite Tuchmann, geboren 1883 in London, geheiratet. Der Sohn aus dieser Ehe, nach dem Großvater Hugo benannt, gab sich später den Namen Jack Bilbo (1907–1967). Bruno Baruch emigrierte 1935 nach Spanien, wo sein Sohn Hugo bereits lebte, und tötete sich in Sitges. Brunos Frau, psychisch krank und zuletzt wohnhaft in Berlin in der Heil- und Pflegeanstalt Wuhlgarten und der Städtischen Heil- und Pflegeanstalt Herzberge, wurde deportiert im Juli 1940 und in der Tötungsanstalt Brandenburg an der Havel ermordet.

## Waffen von Hugo Baruch
Hugo Baruch lieferte Waffen bis 1935. Darunter Messer, Säbel, Schwerter, Feuerwaffen, Bögen und Armbrüste, Lanzen, Hieb- und Stichwaffen. Z. B. das Bajonett von Hugo Baruch (Hoflieferant, Berlin SW), gab nur ein einziges im Waffensortiment, hatte als Zeichnung drei parallele Linien. Die geführten Waffen waren als Requisite, so genannte Theaterwaffen, für den Bühneneinsatz gedacht, denn Baruch & Cie hatte keine Blankwaffen hergestellt und diese vermutlich aus den Produktionen von Solingen oder Suhl bezogen.

## Mitarbeiter Hugo Baruch
- vor 1911: Gustav A. Knauer, Theatermaler
- 1910 bis 1912: Knut Ström, Bühnenbildner im Theateratelier Hugo Baruch am Theater des Westens in Berlin[7]
- vor 1913: Hermann Warm, Theatermaler
- vor 1930: William Budzinski, Kostümbildner
- 1919 bis 1924: Alfred Bütow, Theatermaler

## Ausstattungen (Auswahl)
- 1908: Wiener Blut, Operette in 3 Akten, Stadttheater Düsseldorf, Kostüme[8]
- 1914: The Queen of the Movies, Globe Theatre, 205 W. 46th St., New York, Bühne und Kostüme
- 1912: Baron Trenck, Casino Theatre, 1404 Broadway, New York, Bühne und Kostüme
- 1912: A Night with the Pierrots, Winter Garden Theatre, 1634 Broadway (At W. 50th St.), New York, Kostüme
- 1912: Sesostra, Winter Garden Theatre, 1634 Broadway (At W. 50th St.), New York, Kostüme
- 1912: The Whirl of Society, Winter Garden Theatre, 1634 Broadway (At W. 50th St.), New York, Kostüme
- 1916: Das Lied des Lebens, Film von Alwin Neuß, Ausstattung[9]
- 1921: Hamlet (1921), Kostüme für die Literaturverfilmung mit Asta Nielsen[10]